# Gonyatopus inquinatus
Gonyatopus inquinatus är en insektsart som beskrevs av Brunner von Wattenwyl 1895. Gonyatopus inquinatus ingår i släktet Gonyatopus och familjen vårtbitare. Inga underarter finns listade i Catalogue of Life.